# Андроникашвили, Элевтер Луарсабович
Элевте́р Луарса́бович Андроникашви́ли (12 [25] декабря 1910, Санкт-Петербург — 8 сентября 1989, Тбилиси) — советский грузинский физик.

## Биография
Родился 12 (25) декабря 1910 года в Санкт-Петербурге. Происходил из дворянской грузинской семьи. Брат литературоведа Ираклия Андроникова. Окончил Ленинградский политехнический институт в 1932 году. В 1934—1945 годах читал лекции в Тбилисском государственном университете. С 1942 года работал в Институте физики Академии наук Грузинской ССР, с 1951 года стал директором этого института. В 1940—1941 и затем в 1945—1948 годах работал над докторской диссертацией в Институте физических проблем в Москве, получив степень в 1948 году. С 1951 года он также был заведующим кафедрой физики и профессором Тбилисского государственного университета. Действительный член АН Грузинской ССР (с 1955 года).
Основные работы Андроникашвили касаются вопросов квантовой гидродинамики, физики низких температур, физики космических лучей, радиационной физики твёрдого тела, ядерной техники, биофизики и биотермодинамики, вопросов сверхтекучести. Экспериментально доказал (1945) предложенную Ласло Тиссой двухжидкостную модель гелия-II: в результате эксперимента, в ходе которого изучались период и затухания колебаний в двух близко расположенных дисках, было продемонстрировано, что в жидком гелии-II присутствуют состояния, когда жидкость участвует в двух видах движения одновременно. Элевтер Андроникашвили первым измерил температурную зависимость вязкости нормальной компоненты гелия-II и теплоту внутримолекулярного плавления ДНК и РНК. В 1960 году изучал вихревые волны в гелии-II. В 1961 году создал первую в СССР низкотемпературную петлю для облучения веществ в ядерных реакторах при температурах, близких к абсолютному нулю.
Умер 9 сентября 1989 года в Тбилиси.

## Награды и премии
- Орден Ленина (24.12.1980).
- Три ордена Трудового Красного Знамени (3.06.1954, …, …).
- Сталинская премия третьей степени (1952) — за экспериментальные исследования свойств жидкого гелия-II, изложенные в статьях, опубликованных в «Журнале экспериментальной и теоретической физики» и «Коллоидном журнале» (1946—1951).
- Государственная премия СССР (1978) — за цикл работ «Сканирующая микрокалориметрия — новый способ исследования биологических макромолекул» (1963—1977).